# Monor
Monor é uma comuna romena localizada no distrito de Bistrița-Năsăud, na região histórica da Transilvânia. A comuna possui uma área de 52.98 km² e sua população era de 1531 habitantes segundo o censo de 2007.